# سلطانة (محافظة يدمة)
سلطانة هو مركزٌ سعوديٌ تابعٌ لمحافظة يدمة التابعة لمنطقة نجران، في المملكة العربية السعودية. المركز من الفئة (أ)، ورمزه 2444 حسب دليل الترميز الموحد للمناطق الإدارية بالمملكة العربية السعودية.

## الموقع
تبعد عن مدينة نجران 200 كيلو متر وعدد سكانها حوالي 6000 نسمة.

## أهميتها
يتميز مركز سلطانة بوجود محمية بني معارض أكبر محمية على مستوى المملكة العربية السعودية الواقعة في الربع الخالي ويتردد عليها عدد من الشخصيات الهامة والسياح وكذلك شركة اسمنت نجران أكبر شركة في المنطقة الجنوبية وتقع على مفترق طرق الرياض، نجران شروره، يدمه.

## المناخ
هو قاري شديد الحرارة في الصيف وشديدة البرودة في الشتاء، حيث تسقط الامطار في فصل الصيف وتتنوع طبيعة أرضها الرملية إلى الصخرية.

## التاريخ
تعد بداية سلطانة في شهر 4 من عام 1437هـ بعد القرار السامي بإلغاء محافظة الخرخير وتم السعي لنقل بلدية الخرخير إلى مركز سلطانة لذا فالحدود الاشرافية لبلدية سلطانة هي مركز (سلطانة - الخالدة – الخالدية – المندفن – تماني).